# The Undertones
The Undertones a fost o trupă nord-irlandeză de muzică punk/power pop formată în 1975 avându-l ca solist vocal pe Feargal Sharkey. Formația originală a scos 4 albume de studio: The Undertones (1979), Hypnotised (1980), Positive Touch (1981) and The Sin Of Pride (1983).

## Membrii
- Paul McLoone (vocal) 1999-prezent
- John O'Neill (chitară) 1975-1983, 1999-prezent
- Damian O'Neill (chitară, clape, vocal) 1975-1983, 1999-prezent
- Michael Bradley (bas, vocal) 1975-1983, 1999-prezent
- Billy Doherty (tobe) 1975-1983, 1999-prezent

### Membrii anteriori
- Feargal Sharkey (vocal) 1975-1983

## Single-uri
- Teenage Kicks (1978) UK #31
- Get Over You (1979) UK #57
- Jimmy Jimmy (1979) UK #16
- Here Comes The Summer b/w One Way Love & Top Twenty (1979) UK #34
- You've Got My Number (Why Don't You Use It?) (1979) UK #32
- My Perfect Cousin (1980) UK #9
- Wednesday Week (1980) UK #11
- It's Going To Happen! (1981) UK #18
- Julie Ocean (1981) UK #41
- The Love Parade (1983) UK #97
- Got To Have You Back (1983) UK #82
- Teenage Kicks (1983) - re-issue UK #60
- My Perfect Cousin - re-issue (1983) UK #88
- Beautiful Friend
- Chain Of Love
- Save Me
- Thrill Me (2003)

## Albume
- The Undertones (1979, Chart #13)
- Hypnotised (1980 Chart #6)
- Positive Touch (1981 Chart #17)
- The Sin of Pride (1983 Chart #43)
- The Peel Sessions Album (The Undertones) (1989)
- Get What You Need (2003)
- Listening In: Radio Sessions 1978-1982 (Live) (2004)
- Dig Yourself Deep (2007)

## Albume de compilație
- All Wrapped Up (1985)
- Cher O'Bowlies - The Pick of the Undertones (1988)
- The Very Best of The Undertones (1994)
- True Confessions (Singles = A's & B's) (2000)
- The Best of The Undertones (Teenage Kicks) (2003)